# Lucky Luke (Zeichentrickserie)
Die Zeichentrickserie Lucky Luke basiert auf den Bänden der gleichnamigen Comic-Reihe und besteht aus 52 Folgen von etwa 25 Minuten Länge. Die ersten 26 Folgen wurden 1983–84 von Hanna-Barbera produziert, die letzten 26 erschienen 1991–92 und wurden von  IDDH produziert. 
In den Jahren 2001–2003 entstand eine weitere Serie zu Lucky Luke mit 52 Episoden, Lucky Luke – Die neuen Abenteuer, die inhaltlich jedoch nicht mehr auf Geschichten der Comicvorlagen basiert.

## Folgenübersicht
In Klammern jeweils die französischen Originaltitel. Teilweise wurden abweichende deutsche Titel verwendet.

### Erste Staffel
- 1. Ma Dalton (Ma Dalton)
- 2. Das Greenhorn (Le Pied-tendre)
- 3. Die Daltons im Blizzard (Les Dalton dans le blizzard)
- 4. Lucky Luke am Mississippi (En remontant le Mississipi)
- 5. Calamity Jane (Calamity Jane)
- 6. Die Daltons bewähren sich (Les Dalton se rachètent)
- 7. Schienen durch die Prärie (Des rails sur la prairie)
- 8. Phil Defer (Phil Defer)
- 9. Doktor Doxey (L'élixir du Docteur Doxey)
- 10. Die Gesetzlosen (Hors-la-loi)
- 11. Billy the Kid (Billy the Kid)
- 12. Die Postkutsche (La diligence)
- 13. Der Großfürst (Le Grand duc)
- 14. Im Schatten der Bohrtürme (À l'ombre des derricks)
- 15. Die Daltons auf Schatzsuche (Le Magot des Dalton)
- 16. Der weiße Reiter (Le Cavalier blanc)
- 17. Den Daltons auf der Spur (Sur la piste des Dalton)
- 18. Eskorte nach Neu-Mexiko (L'Escorte)
- 19. Familienkrieg in Painful Gulch (Les Rivaux de Painful Gulch)
- 20. Der singende Draht (Le Fil qui chante)
- 21. Jesse James (Jesse James)
- 22. Stacheldraht auf der Prärie (Des barbelés sur la prairie)
- 23. In den schwarzen Hügeln (Les Collines noires)
- 24. Dalton City (Dalton City)
- 25. Kalifornien oder Tod (La Caravane)
- 26. Auf nach Oklahoma (Ruée sur l'Oklahoma)

### Zweite Staffel
- 27. Goldrausch (La Ville fantôme)
- 28. Der Richter (Le Juge)
- 29. Die Daltons brechen aus (L'Évasion des Dalton)
- 30. Lucky Luke reitet für die 20er Kavallerie (Le 20ème de cavalerie)
- 31. Lucky Luke gegen Joss Jamon (Lucky Luke contre Joss Jamon)
- 32. Nitroglyzerin (Nitroglycérine)
- 33. Tortillas für die Daltons (Tortillas pour les Dalton)
- 34. Der Pony-Express (Le Pony Express)
- 35. Der Kopfgeldjäger (Chasseur de primes)
- 36. Die Verlobte von Lucky Luke (La Fiancée de Lucky Luke)
- 37. Sarah Bernhardt (Prima donna)
- 38. Der Hausierer (Le Colporteur) aus: Eine Woche Wilder Westen
- 39. High Noon für Lucky Luke (Défi à Lucky Luke) aus Eine Woche Wilder Westen
- 40. Der Apachencanyon (Canyon Apache)
- 41. Die Erbschaft von Rantanplan (L'Héritage de Rantanplan)
- 42. Der Daily Star (Le Daily Star)
- 43. Vetternwirtschaft (Les Cousins Dalton)
- 44. Die Daltons auf dem Kriegspfad (Les Dalton courent toujours)
- 45. Lucky Luke gegen Pat Poker (Lucky Luke contre Pat Poker)
- 46. Das Alibi (L'Alibi)
- 47. Der falsche Mexikaner (Alerte aux Pieds-Bleus)
- 48. Der einarmige Bandit (Le Bandit manchot)
- 49. Western Circus (Western Circus)
- 50. Finger (Fingers)
- 51. Gefährliche Reise (Passage dangereux) aus Eine Woche Wilder Westen
- 52. Die Reisschlacht (La Bataille du riz) aus dem gleichnamigen Sammelband

## Hintergrund
Gezeigt wurde die erste Staffel ab dem 15. Oktober 1984 bei France 3 (FR3) in Frankreich, in Deutschland war die Erstausstrahlung am 2. Januar 1985 bei der ARD. Die zweite Staffel wurde in Deutschland ab dem 27. Juni 1992 auf RTL gesendet.
Regisseure der ersten Staffel waren Morris sowie Joseph Barbera und William Hanna, da die Staffel von Hanna-Barbera, Gaumont, Extrafilm und FR3 produziert wurde. Bei der zweiten Staffel führten Morris und Philippe Landrot Regie, die Produktion stammte von FR3, IDDH und Dargaud Films.
Das deutsche Titellied Bang Bang Lucky Luke wurde in der ersten Staffel (1983/84) von Freddy Quinn gesungen. In der zweiten Staffel gibt es keine deutsche Titelmusik.
Aus drei Folgen der Fernsehserie (Die Daltons im Blizzard, Ma Dalton und Die Daltons bewähren sich) entstand der 1983 veröffentlichte Langfilm Lucky Luke – Das große Abenteuer.

## Synchronisation
Die Serie wurde von Siegfried Rabe unter Mithilfe von Adolf Kabatek synchronisiert. Rabe besetzte die Rollen von Lucky Luke und Joe Dalton mit Andreas Mannkopff und Friedrich W. Bauschulte. Dieter Kursawe übernahm nach dem plötzlichen Tod von Hans Schwarz die Rolle des Averell. Die von Kursawe ursprünglichen Rollen von Jack und William Dalton wurden von Wolfgang Ziffer und Wilfried Herbst übernommen, in der 2. Staffel übernahm Eberhard Prüter die Rolle von William Dalton. Ferner wirkten Joachim Tennstedt als Jolly Jumper und Friedrich G. Beckhaus als Rantanplan mit.